# りりり
りりり（2005年〈平成17年〉11月16日 - ）は、日本の女性ダンサー、歌手、YouTuber、TikToker、アイドルである。愛称は「りりりちゃん」。本名は坪田 りお（つぼた りお）。BeSwanEntertainment所属のアイドルグループ「My_Stage」のメンバーで、メンバーカラーは赤色。
兵庫県出身。血液型はB型。
ファンマークは電話（☎︎）であり、YouTubeでの挨拶の由来にもなっている。

## 経歴
2011年6月27日、動画投稿サイト・ニコニコ動画に「ハッピーシンセサイザ」の踊ってみた動画を投稿。
2012年12月24日にYouTubeのチャンネルを開設し、YouTubeでは2014年から動画の投稿を開始。毎年10月に投稿している「Happy Halloween」の踊ってみた動画が人気を博している。
2017年3月1日、配信限定シングル「RIRIRI ANTHEM」の配信が開始される。
2022年2月27日放送の「ワイドナショー」にワイドナティーンとして出演した際に番組内で本名を明らかにした。
2024年2月21日、高校を卒業したことを自身の公式X（旧Twitter）で報告した。
2025年3月15日、BeSwanEntertainment所属のアイドルグループ「My_Stage」のメンバーとしてステージデビューした。

## 人物
- 趣味はダンス、音楽、ファッション。
- 好きなアーティストはTWICE、NiziU、BTS等のK-POPグループ。
- 好きな色はピンク、オレンジ、赤、紫、水色。
- 好物は鳥の皮、さつまいも、アサイーボウル。

## ディスコグラフィ

### 配信限定シングル
| #          | 配信日       | タイトル      | 作詞・作曲                            | 規格                   | レーベル             | タイアップ                                                      | 出典  |
| ---------- | ------------ | ------------- | ------------------------------------- | ---------------------- | -------------------- | --------------------------------------------------------------- | ----- |
| 1st Single | 2017年3月1日 | RIRIRI ANTHEM | 作詞 : りりり 作曲 : りりり・板井直樹 | デジタル・ダウンロード | よしもとミュージック | 関西テレビ「ちゃちゃ入れマンデー」2017年3月度エンディングテーマ | [ 6 ] |

## 出演

### テレビ
- ワイドナショー（2022年2月27日、フジテレビ） - ワイドナティーン[1]

### ミュージックビデオ
- Q'ulle「ナツシルベ」（2018年）[7][8]